# 효정태후 (만력제)
효정황태후 왕씨(孝靖皇太后 王氏, 가정 44년 정월 17일(1565년 2월 27일) ~ 만력 39년 9월 13일(1611년 10월 18일))는 만력제의 후비이자 태창제의 생모이다. 아버지는 영녕백(永寧伯) 왕천서(王天瑞)이고, 어머니는 영녕백부인(永寧伯夫人) 갈씨(葛氏)이다.

## 생애
만력 6년 2월 2일(1578년 3월 10일), 왕씨는 궁녀로 들어와서 자성황태후(慈聖皇太后)의 궁녀로 일을 하고 있었다. 3년 후인 만력 9년(1581년), 청년 만력제는 왕씨에게 눈이 맞아, 몰래 궁에서 합방을 하였고 혼전회임까지 하게 되었다. 궁녀 왕씨가 회임을 한 것을 황태후에게 발각되었고, 그것을 안 만력제는 황태후에게 왕씨를 회임시킨 것을 자수를 하고, 왕씨를 후궁으로 만들었다. 만력 10년(1582년), 후궁이 된 왕씨는 공비(恭妃)로 봉하였고, 같은해에 혼전 회임을 해서 낳은 아이는 바로 훗날 태창제가 될 주상락(朱常洛)이었다.
만력 29년(1601년), 황자 주상락은 황태자가 되었고, 5년 후인 만력 34년(1606년), 공비 왕씨도 황귀비(皇貴妃)로 진봉하여 경양궁(景陽宮)으로 거처를 옮기게 되었다. 만력 39년(1611년), 황귀비 왕씨는 독한병에 걸렸고, 그 해 9월 13일(10월 18일), 병을 이기지 못하고 서거하였다.

## 시호, 능호
황귀비 왕씨 사후에 온숙단정순의황귀비(溫肅端靖純懿皇貴妃)로 시호를 올렸고, 태창제 즉위 후에는 시호를 개시하여 효정온의경양정자참천윤성황태후(孝靖溫懿敬讓貞慈參天胤聖皇太后)로 추존하였다. 능묘는 정릉(定陵)이며, 신주는 봉자전(奉慈殿)에 모셔져있다.